# Пикандер
Пикандер (на немски: Picander) е псевдоним на Кристиан Фридрих Хенричи (Christian Friedrich Henrici), който е немски поет и либретист на много от кантатите на Йохан Себастиан Бах в Лайпциг. Хенричи учи право във Витенберг и Лайпциг, като по-често практикува и обучава по право, отколкото да пише. Някои от най-важните Бахови творби са по текст на Пикандер – „Кантата за кафето“ (BWV 211, 1732 – 1734), „Матеус-пасион“ (BWV 244, 1727), „Коледна оратория“ (BWV 248, 1734).